# Oliver Wallace
Oliver Wallace est un compositeur de musique de film né le 6 août 1887 à Londres (Royaume-Uni), mort le 15 septembre 1963 à Los Angeles (États-Unis).

## Biographie
Après des débuts comme pianiste et organiste de cinéma, il obtient son premier succès de compositeur avec la chanson "Hindustan (de)" en 1918 co-écrit avec Harold Weeks (en). Il collabore ensuite avec le parolier Arthur Freed pendant de nombreuses années puis il part pour Hollywood en 1933. Il travaille avec différents studios dont Universal Pictures. Après avoir décliné une première offre des studios Disney au début des années 1930, Wallace obtient en 1936 un contrat avec les studios Disney. Il travaille pour le studio sur la musique de 137 courts métrages (la plupart des Donald Duck, dont le thème) et sur quelques longs métrages comme Dumbo (1941), Alice au Pays des Merveilles (1951) et Peter Pan (1953),. Parmi les dessins animés de Donald on peut citer la musique de Der Fuehrer's Face (1943).
À la fin du film Le Clown et l'Enfant (1960), le générique mentionne présentant Ollie Wallace ce qui est une blague interne au studio en l'honneur d'Oliver Wallace, compositeur des studios Disney depuis 1936 et qui joue dans ce film un rôle mineur de chef de fanfare.

## Filmographie

### Comme compositeur
- 1933 : Goodbye Love
- 1934 : Sixteen Fathoms Deep
- 1935 : The Ivory-Handled Gun
- 1935 : Life Returns
- 1935 : Tailspin Tommy in The Great Air Mystery
- 1935 : It Happened in New York (en) d'Alan Crosland
- 1935 : Straight from the Heart
- 1935 : Stone of Silver Creek
- 1935 : Alias Mary Dow
- 1935 : His Night Out
- 1935 : Frisco Waterfront
- 1935 : Sunset of Power (en)
- 1936 : Roarin' Guns
- 1936 : Bonne nuit Donald (Early to Bed)
- 1937 : High Hat
- 1937 : Amateurs de Mickey
- 1937 : Inventions modernes (Modern Inventions)
- 1937 : L'Autruche de Donald (Donald's Ostrich)
- 1938 : Le Sang-froid de Donald (Self Control)
- 1938 : Sinners in Paradise
- 1939 : Mickey à l'exposition canine
- 1939 : Scouts marins (Sea Scouts)
- 1939 : Straight Shooter
- 1939 : Chasseur d'autographes (The Autograph Hound)
- 1940 : Le Voyage de Mickey
- 1941 : Dumbo
- 1943 : Der Fuehrer's Face
- 1943 : Victoire dans les airs
- 1944 : Lucky Cowboy
- 1944 : Hollywood Parade (Follow the Boys)
- 1944 : Commando Duck
- 1944 : Fun Time
- 1944 : Le Printemps de Pluto (Springtime for Pluto)
- 1944 : Inventions nouvelles (The Plastics Inventor)
- 1944 : Premiers Secours (First Aiders)
- 1945 : Pluto est de garde (Dog Watch)
- 1945 : Souvenir d'Afrique (African Diary)
- 1945 : Casanova canin (Canine Casanova)
- 1945 : Imagination débordante (Duck Pimples)
- 1945 : La Légende du rocher coyote
- 1945 : Donald et Dingo marins (No Sail)
- 1945 : Donald a sa crise (Cured Duck)
- 1945 : Patrouille canine (Canine Patrol)
- 1945 : Le Vieux Séquoia (Old Sequoia)
- 1946 : Chevalier d'un jour (A Knight for a Day)
- 1946 : Le Petit Frère de Pluto (Pluto's Kid Brother)
- 1946 : Dodo Donald (Sleepy Time Donald)
- 1946 : Pluto au pays des tulipes (In Dutch)
- 1946 : Donald et son double (Donald's Double Trouble)
- 1946 : Pluto détective (The Purloined Pup)
- 1946 : Peinture fraîche (Wet Paint)
- 1946 : Donald dans le Grand Nord (Dumb Bell of the Yukon)
- 1946 : Donald gardien de phare (Lighthouse Keeping)
- 1946 : Bath Day
- 1946 : Double Dribble
- 1947 : Ça chauffe chez Pluto (Pluto's Housewarming)
- 1947 : Les Chiens de secours (Rescue Dog)
- 1947 : Straight Shooters
- 1947 : Figaro and Frankie
- 1947 : Le Clown de la jungle (Clown of the Jungle)
- 1947 : Le Dilemme de Donald (Donald's Dilemma)
- 1947 : Déboires sans boire (Crazy with the Heat)
- 1947 : Pépé le grillon (Bootle Beetle)
- 1947 : Donald et les Grands Espaces (Wide open Spaces)
- 1947 : Coquin de printemps (Fun and Fancy Free)
- 1947 : Rendez-vous retardé (Mickey's Delayed Date)
- 1947 : Dingo va à la chasse (Foul Hunting)
- 1947 : Donald chez les écureuils (Chip an' Dale)
- 1947 : Pluto chanteur de charme (Pluto's Blue Note)
- 1948 : Mickey, Pluto et l'Autruche (Mickey Down Under)
- 1948 : Ils sont partis (They're Off)
- 1948 : Dingo et Dolorès (The Big Wash)
- 1948 : Les Tracas de Donald (Drip Dippy Donald)
- 1948 : Papa Canard (Daddy Duck)
- 1948 : Bone Bandit
- 1948 : Voix de rêve (Donald's Dream Voice)
- 1948 : Pluto's Purchase
- 1948 : Le Procès de Donald (The Trial of Donald Duck)
- 1948 : Pluto et Figaro (Cat Nap Pluto)
- 1948 : Donald décorateur (Inferior Decorator)
- 1948 : Le Protégé de Pluto (Pluto's Fledgling)
- 1948 : À la soupe ! (Soup's On)
- 1948 : Le petit déjeuner est servi (Three for Breakfast)
- 1948 : Mickey et le Phoque (Mickey and the Seal)
- 1948 : L'Île aux phoques (Seal Island)
- 1948 : Donald et les Fourmis (Tea for Two Hundred)
- 1949 : Mickey et Pluto au Mexique (Pueblo Pluto)
- 1949 : Pile ou Farces (Donald's Happy Birthday)
- 1949 : Pluto's Surprise Package
- 1949 : Sea Salts
- 1949 : Pluto's Sweater
- 1949 : Donald forestier (Winter Storage)
- 1949 : Pluto et le Bourdon (Bubble Bee)
- 1949 : Le Miel de Donald (Honey Harvester)
- 1949 : Dingo joue au tennis (Tennis Racquet)
- 1949 : Donald fait son beurre (All in a Nutshell)
- 1949 : Dingo fait de la gymnastique (Goofy Gymnastics)
- 1949 : Le Crapaud et le Maître d'école (The Adventures of Ichabod and Mr. Toad)
- 1949 : Jardin paradisiaque (The Greener Yard)
- 1949 : Sheep Dog
- 1949 : Slide, Donald, Slide
- 1950 : Pluto's Heart Throb
- 1950 : Attention au lion (Lion Around)
- 1950 : Pluto and the Gopher
- 1950 : Cendrillon (Cinderella)
- 1950 : Wonder Dog
- 1950 : Morris the Midget Moose
- 1951 : Une partie de pop-corn (Corn Chips)
- 1951 : Alice au Pays des Merveilles (Alice in Wonderland)
- 1951 : Donald et la Sentinelle (Bee on Guard)
- 1952 : Let's Stick Together
- 1952 : La Fête de Pluto (Pluto's Party)
- 1952 : Dingo en vacances (Two Weeks Vacation)
- 1953 : Rugged Bear
- 1953 : Les Instruments de musique (Toot Whistle Plunk and Boom)
- 1953 : Franklin et moi (Ben and Me)
- 1953 : Les Cacahuètes de Donald (Working for Peanuts)
- 1953 : Canvas Back Duck
- 1954 : Siam
- 1954 : Donald et les Pygmées cannibales (Spare the Rod)
- 1954 : The Lone Chipmunks
- 1954 : Pigs Is Pigs
- 1954 : Casey Bats Again
- 1954 : Le Dragon mécanique (Dragon Around)
- 1954 : Donald visite le parc de Brownstone (Grin and Bear it)
- 1954 : Social Lion
- 1954 : The Flying Squirrel
- 1954 : Donald visite le Grand Canyon (Grand Canyonscope)
- 1955 : Men Against the Arctic
- 1955 : No Hunting
- 1955 : La Belle et le Clochard (Lady and the Tramp)
- 1955 : Un sommeil d'ours (Bearly Asleep)
- 1955 : Donald et les Abeilles (Beezy Bear)
- 1955 : Donald flotteur de bois (Up a Tree)
- 1956 : Chips Ahoy
- 1956 : Humphrey va à la pêche (Hooked Bear)
- 1957 : Fidèle Vagabond (Old Yeller)
- 1958 : La Légende de la Vallée endormie (The Legend of Sleepy Hollow)
- 1958 : Le Désert de l'Arctique (White Wilderness)
- 1958 : Texas John Slaughter (série TV)
- 1958 : Tonka, cheval sauvage (Tonka) de Lewis R. Foster
- 1959 : How to Have an Accident at Work
- 1960 : Le Jaguar, seigneur de l'Amazone (Jungle Cat)
- 1960 : Les Dix Audacieux (Ten Who Dared)
- 1960 : Daniel Boone (feuilleton TV)
- 1961 : Nomades du Nord (Nikki, Wild Dog of the North)
- 1961 : Bobby des Greyfriars (Greyfriars Bobby: The True Story of a Dog)
- 1962 : Compagnon d'aventure (Big Red)
- 1962 : Sammy, the Way-Out Seal (TV)
- 1962 : La Légende de Lobo (The Legend of Lobo)
- 1963 : Little Dog Lost (TV)
- 1963 : Sam l'intrépide (Savage Sam)
- 1963 : L'Incroyable Randonnée

### Comme acteur
- 1960 : Le Clown et l'Enfant, chef de la fanfare